# Kaigutsi
Koordinaten: 58° 50′ N, 22° 41′ O
Kaigutsi ist ein Dorf (estnisch küla) in der Landgemeinde Hiiumaa (bis 2017: Landgemeinde Käina). Es liegt auf der zweitgrößten estnischen Insel Hiiumaa (deutsch Dagö).

## Beschreibung und Geschichte
Kaigutsi (deutsch Kaukutse) hat 41 Einwohner (Stand 31. Dezember 2011).
1591 wurde der Ort als Kaickotz erwähnt, 1796 ist er als Kaigust verzeichnet, 1931 hieß er Kaikaotsa.

## Kaarel Tischler-Ulpus
Berühmtester Sohn des Ortes ist der estnische Witzeerzähler Kaarel Tischler-Ulpus (1862–1939). Er lebte auf dem zu Kaigutsi gehörenden Bauernhof Hansu talu. Sein Schwiegervater war Miku Tooma, dessen Hof Miku talu Tischler-Ulpus später übernahm.
Der als „Miku-Kaarel“ bekannte Spaßvogel machte sich durch seine ironischen Wortspiele und seinen scharfzüngigen Humor in ganz Estland einen Namen. Seit 2008 erinnert ein hölzernes Denkmal in Kaigutsi an den Humoristen.